# Campionato CONCACAF 1969
Il Campionato CONCACAF 1969 è stata la 4ª edizione di questo torneo di calcio continentale per squadre nazionali maggiori maschili organizzato dalla CONCACAF.
Il torneo si è disputato in Costa Rica dal 23 novembre all'8 dicembre 1969 nella città di San José. Le sei squadre partecipanti si affrontarono in un girone all'italiana. Il trofeo fu vinto dalla Costa Rica, che ottenne così il suo secondo titolo.

## Formula
- Qualificazioni

12 membri CONCACAF: 7 posti disponibili per la fase finale. Costa Rica (come paese ospitante) e Guatemala (come campione in carica) sono qualificati direttamente alla fase finale. Rimangono 10 squadre per cinque posti disponibili per la fase finale: giocano partite di andata e ritorno, le vincenti si qualificano per la fase finale.
- Fase finale

Girone finale - 7 squadre: Haiti non effettua l'iscrizione alla competizione e viene esclusa dalla stessa. Rimangono 6 squadre, giocano partite di sola andata. La prima classificata si laurea campione CONCACAF.

## Squadre partecipanti
| Pr. | Squadra           | Data di qualificazione certa | Partecipante in quanto                                         | Partecipazioni precedenti al torneo | Ultima presenza  |
| --- | ----------------- | ---------------------------- | -------------------------------------------------------------- | ----------------------------------- | ---------------- |
| 1   | Costa Rica        | -                            | Rappresentativa della nazione organizzatrice della fase finale | 2 (1963, 1965)                      | Guatemala 1965   |
| 2   | Guatemala         | 6 marzo 1967                 | Rappresentativa della nazione detentrice del titolo            | 3 (1963, 1965, 1967)                | Honduras 1967    |
| 3   | Messico           | 2 novembre 1969              | Vincente della fase di qualificazione                          | 3 (1963, 1965, 1967)                | Honduras1967     |
| 4   | Giamaica          | 5 novembre 1969              | Vincente della fase di qualificazione                          | 1 (1963)                            | El Salvador 1963 |
| 5   | Antille Olandesi  | -                            | Vincente della fase di qualificazione                          | 2 (1963, 1965)                      | Guatemala 1965   |
| 6   | Trinidad e Tobago | -                            | Vincente della fase di qualificazione                          | 1 (1967)                            | Honduras 1967    |

Nella sezione "partecipazioni precedenti al torneo", le date in grassetto indicano che la nazione ha vinto quella edizione del torneo, mentre le date in corsivo indicano la nazione ospitante.

## Stadi
| San José                       | San José |
| Estadio Nacional de Costa Rica | San José |
| Capienza: 25.000               | San José |
|                                | San José |

## Fase finale

### Girone unico

#### Classifica
| Pos | Squadra           | P.ti | G | V | N | P | GF | GS | DR  |
| --- | ----------------- | ---- | - | - | - | - | -- | -- | --- |
| 1   | Costa Rica        | 9    | 5 | 4 | 1 | 0 | 13 | 2  | +11 |
| 2   | Guatemala         | 8    | 5 | 3 | 2 | 0 | 10 | 2  | +8  |
| 3   | Antille Olandesi  | 5    | 5 | 3 | 1 | 2 | 9  | 12 | -3  |
| 4   | Messico           | 4    | 5 | 1 | 2 | 2 | 4  | 5  | -1  |
| 5   | Trinidad e Tobago | 3    | 5 | 1 | 1 | 3 | 4  | 12 | -8  |
| 6   | Giamaica          | 1    | 5 | 0 | 1 | 4 | 3  | 10 | -7  |

#### Risultati
| Arbitro: | Kibritjian |

|                                          |           |  |
| Cascante 1’ Sáenz 62’ Dawkins 67’ (aut.) | Marcatori |  |

| Arbitro: | De Leo |

|                    |           |  |
| Gamboa 8’ Fión 84’ | Marcatori |  |

| Arbitro: | Avendaño |

|                          |           |  |
| Mancilla 15’ Sabater 83’ | Marcatori |  |

| Arbitro: | Chaplin |

|                       |           |           |
| Grant 1’ Cascante 75’ | Marcatori | 30’ Croes |

| Arbitro: | Joseph |

|                                                                 |           |             |
| Melgar 4’, 82’ Salamanca 24’, 46’ Valdés 32’ Meulens 54’ (aut.) | Marcatori | 22’ Regales |

| Arbitro: | Méndez |

|                                     |           |                        |
| Cummings 33’ Douglas 40’ Haynes 85’ | Marcatori | 20’ Scott 31’ Hamilton |

| Arbitro: | Landauer |

|                    |           |  |
| Grant 4’ Sáenz 33’ | Marcatori |  |

| Arbitro: | Siles |

|                               |           |           |
| Loefstok 11’, 49’ Martijn 65’ | Marcatori | 4’ Haynes |

| Arbitro: | Koetsier |

|          |           |  |
| Fión 46’ | Marcatori |  |

| Arbitro: | Soto Paris |

|                     |           |                      |
| Toppenberg 42’, 65’ | Marcatori | 69’ Crespo 71’ Barba |

| San José 4 dicembre 1969 | Guatemala | 0 – 0 | Giamaica | Estadio Nacional de Costa Rica\| Arbitro: \| De Leo \| |
| Arbitro:                 | De Leo    |       |          |                                                        |

| Arbitro: | Chaplin |

|                                             |           |  |
| Ruiz 10’, 55’, 65’, 70’ Elizondo 85’ (rig.) | Marcatori |  |

| Arbitro: | Siles |

|                       |           |            |
| Regales 6’ Martis 48’ | Marcatori | 50’ Largie |

| San José 7 dicembre 1969 | Messico  | 0 – 0 | Trinidad e Tobago | Estadio Nacional de Costa Rica\| Arbitro: \| Koetsier \| |
| Arbitro:                 | Koetsier |       |                   |                                                          |

| Arbitro: | Kibritjian |

|             |           |         |
| Vaughns 50’ | Marcatori | 7’ Fión |

## Statistiche

### Classifica marcatori
4 reti
- Víctor Ruiz

3 reti
- Marco Antonio Fión

2 reti
- Carlos Regales
- Melvyn Loefstok
- Adelbert Toppenberg
- Álvaro Cascante
- Roy Sáenz
- Jaime Grant
- Nelson Melgar
- Daniel Salamanca
- Ulric Haynes

1 rete
- Ismael Croes
- Wilbert Martijn
- Ronald Martis
- Walter Elizondo
- Walford Vaughns
- Tomas Gamboa
- Carlos Rolando Valdés
- Francisco Mancilla
- Alfonso Sabater
- José Álvarez Crespo
- Leopoldo Barba
- Everald Cummings
- Keith Douglas
- Delroy Scott
- Joshua Hamilton
- David Largie

Autoreti
- Edgar Meulens (pro Guatemala)
- Edward Dawkins (pro Costa Rica)